# Aktiebolag
Aktiebolag (pronúncia sueca: [âktsɪɛbʊˌlɑːɡ], "sociedade por ações") é o termo sueco para "sociedade limitada" ou "corporação". Quando usado em nomes de empresas, é abreviado AB (na Suécia), Ab (na Finlândia) ou, raramente, A/B (datado), aproximadamente equivalente às abreviaturas Ltd. (Ltda no Brasil / Lda em Portugal) e PLC. A autoridade estadual responsável pelo registro de aktiebolag na Suécia é chamada de Escritório Sueco de Registro de Empresas.

## Na Suécia

### Empresa pública
Uma sociedade anônima (publikt aktiebolag) é legalmente designada como "AB (publ.)" na Suécia ou "Abp" na Finlândia. Uma sociedade anônima sueca deve ter um capital social mínimo de 500.000 coroas suecas e as suas ações podem ser oferecidas ao público em geral na bolsa de valores. O sufixo "(publ.)" às vezes é omitido em textos de natureza informal, mas de acordo com o Escritório de Registro de Empresas Sueco, "o nome de uma sociedade anônima deve ser mencionado com o termo (publ.) após o nome da empresa em os estatutos e outros", a menos que seja claramente entendido do nome comercial da empresa que a empresa é uma sociedade anônima.

### Empresa privada
Para uma sociedade anônima na Suécia (privat aktiebolag), o capital social mínimo é de 25.000 coroas suecas. Os principais estatutos suecos que regulam as sociedades anônimas são a Lei das Sociedades (Aktiebolagslagen (ABL) 2005:551) e a Lei das Sociedades Anônimas (Aktiebolagsförordningen 2005:559). As disposições da lei na ABL estipulam que as empresas-mãe e subsidiárias são pessoas jurídicas e entidades jurídicas separadas.

### Exemplos
A abreviatura AB é vista em nomes de empresas como EA Digital Illusions CE AB, Ericsson AB, MySQL AB, Mojang AB, Spotify AB, Scania AB, Hi3G Access AB e originalmente Svenska Aeroplan AB (SAAB). Outras empresas incluíram isso em seu nome comercial abreviado, por exemplo, SSAB AB (anteriormente Svenskt Stål AB), HIAB (Hydrauliska Industri AB), ESAB (Elektriska Svetsnings-Aktiebolaget) e LKAB (Luossavaara-Kiirunavaara Aktiebolag).

## Na Finlândia
O termo aktiebolag também é usado na Finlândia sueca, ao lado do finlandês osakeyhtiö; a escolha e a ordenação dos termos tendem a indicar o principal idioma de trabalho da empresa.

## Ligação externa
- Escritório Sueco de Registro de Empresas (em inglês)